# Crespéou
Crespéou (tiếng Pháp: [kʁɛs.pe.u]) là một món bánh mặn có nguồn gốc xuất xứ từ vùng Provence. Chúng được làm từ trứng ốp lết, kết hợp với các loại thảo mộc và rau xếp thành từng lớp. Món ăn này có thể ăn nguội, đôi khi ăn kèm với cà chua. Về phần công thức, dường như nó có nguồn gốc từ Avignon và Haut-Vaucluse (Piolenc và Orange), đã trở nên phổ biến khắp quận Venaissin, vùng Provence và vùng nông thôn xung quanh Nice.

## Xuất xứ
Tên gọi của món ăn bắt nguồn từ crespèu, một dạng của từ tiếng Pháp crêpe trong tiếng Occitan. Tương tự như fougasse, crespèu ở Occitania có nhiều biến thể. Món ăn này còn được gọi là trouchia hay omelette à la moissonneuse. Cái tên thứ hai gợi ý rằng nó có nguồn gốc là một món ăn được chế biến theo truyền thống cho công việc đồng áng và đặc biệt cho mùa thu hoạch.

## Hương vị và màu sắc

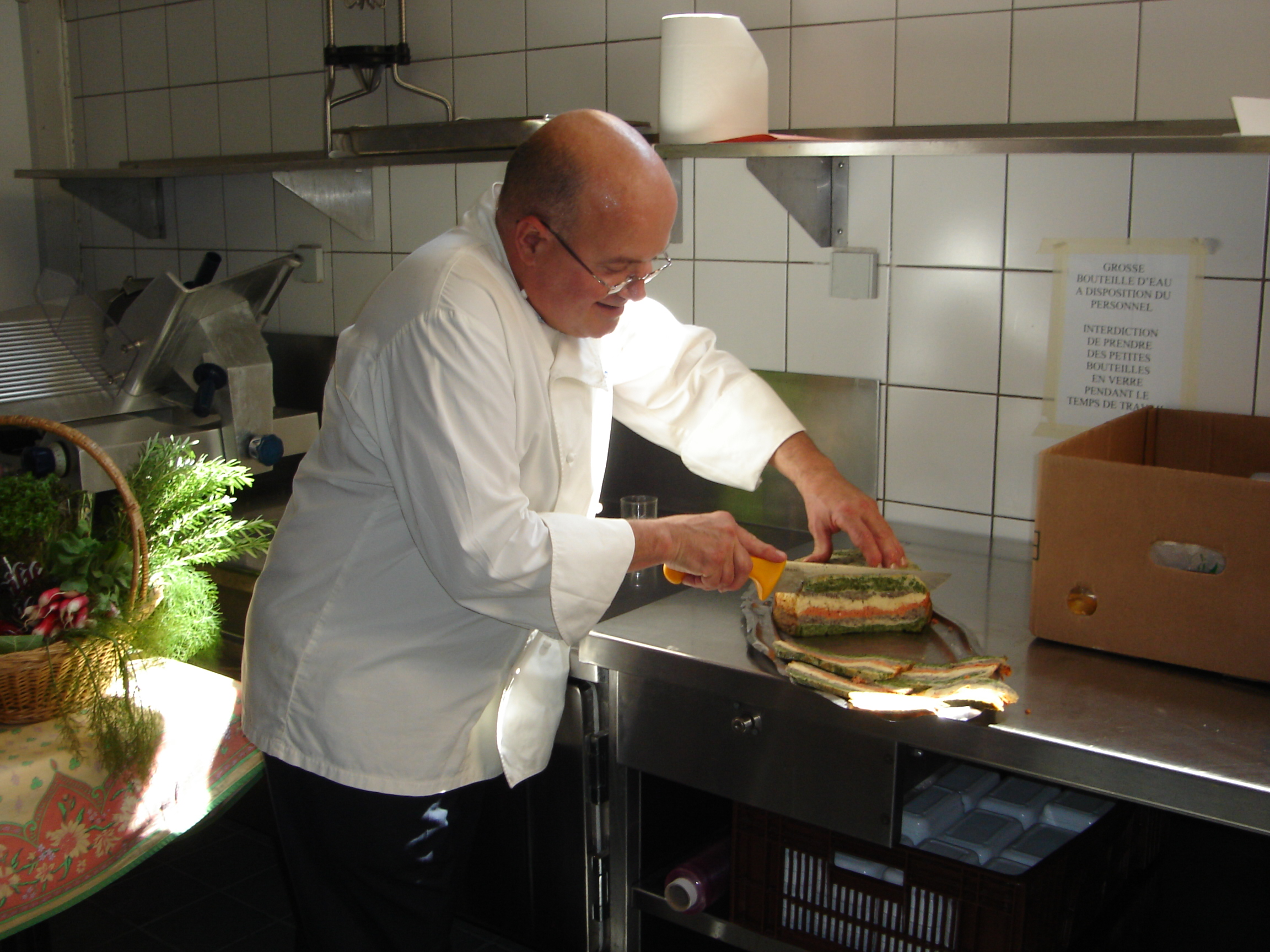
Một đầu bếp cắt bánh crespéou trong một nhà hàng ở Avignon

Món ăn thường được nướng và úp mặt. Nó bao gồm tối thiểu ba hoặc bốn lớp trứng tráng có màu sắc khác nhau, thường được cho bởi cà chua đỏ, cà rốt màu cam, rau bina xanh hoặc củ cải và ô liu đen. Ớt, với sự đa dạng về màu sắc của chúng cũng cho phép tạo ra bánh crespéou nhiều màu. Một số chế phẩm sử dụng xúc xích hoặc cá thái lát để có lớp màu be. Ở Nice, luôn có món trứng tráng làm từ sườn củ cải. Có thể dùng các loại rau khác như bí xanh, cà tím, hành tây hoặc húng quế.

## Việc kết hợp món ăn với rượu
Theo truyền thống, bánh crespéou không nhất thiết phải đi kèm với rượu. Tuy nhiên, với hương vị cực kỳ dễ nhận biết của món ăn, nó có thể kết hợp với rượu vang hồng được chứng nhận có nguồn gốc (AOC) từ Côtes du Roussillon hoặc Coteaux d'Aix-en-Provence.

## Hình ảnh

Các biến thể của món bánh crespéou
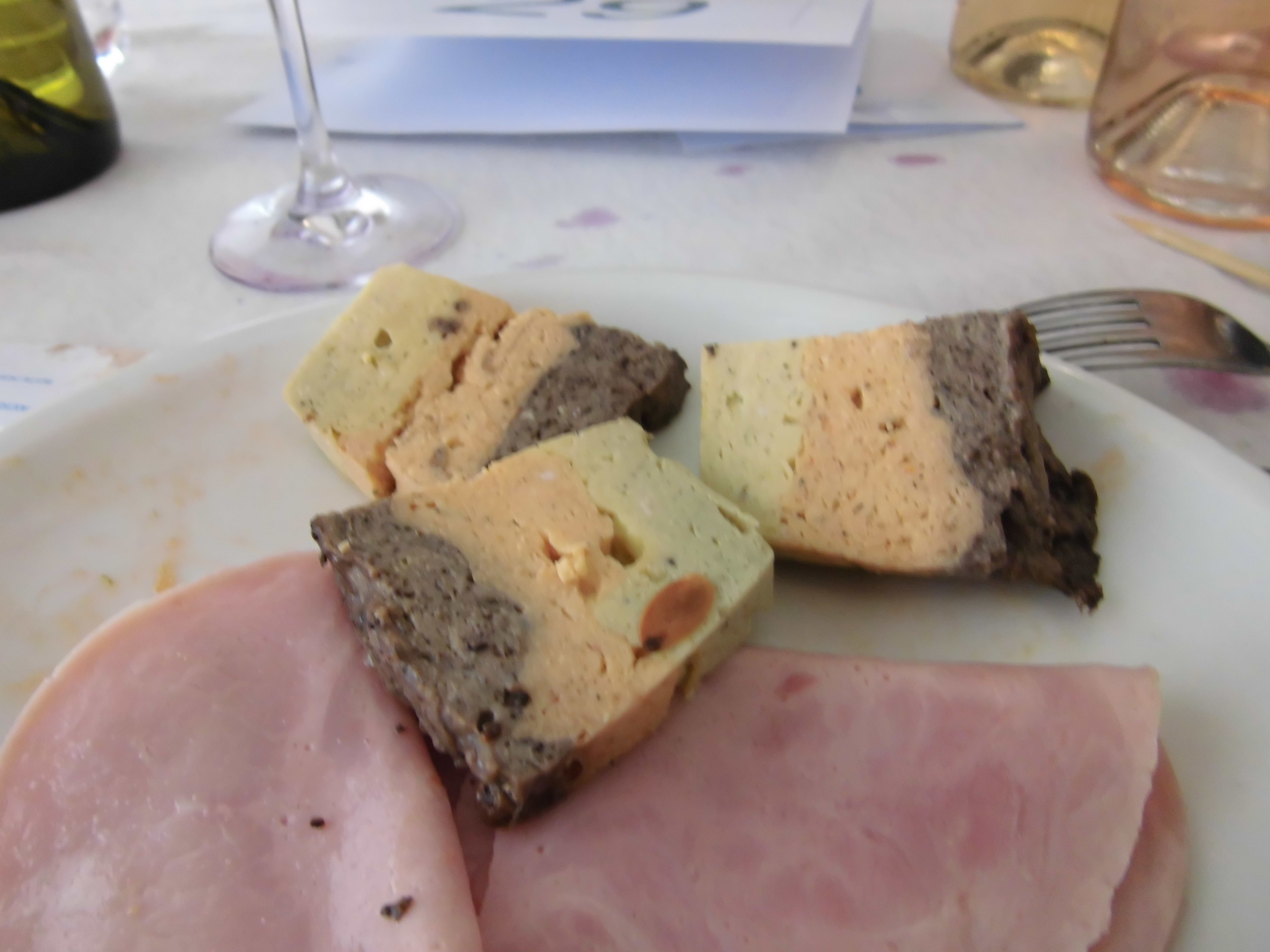
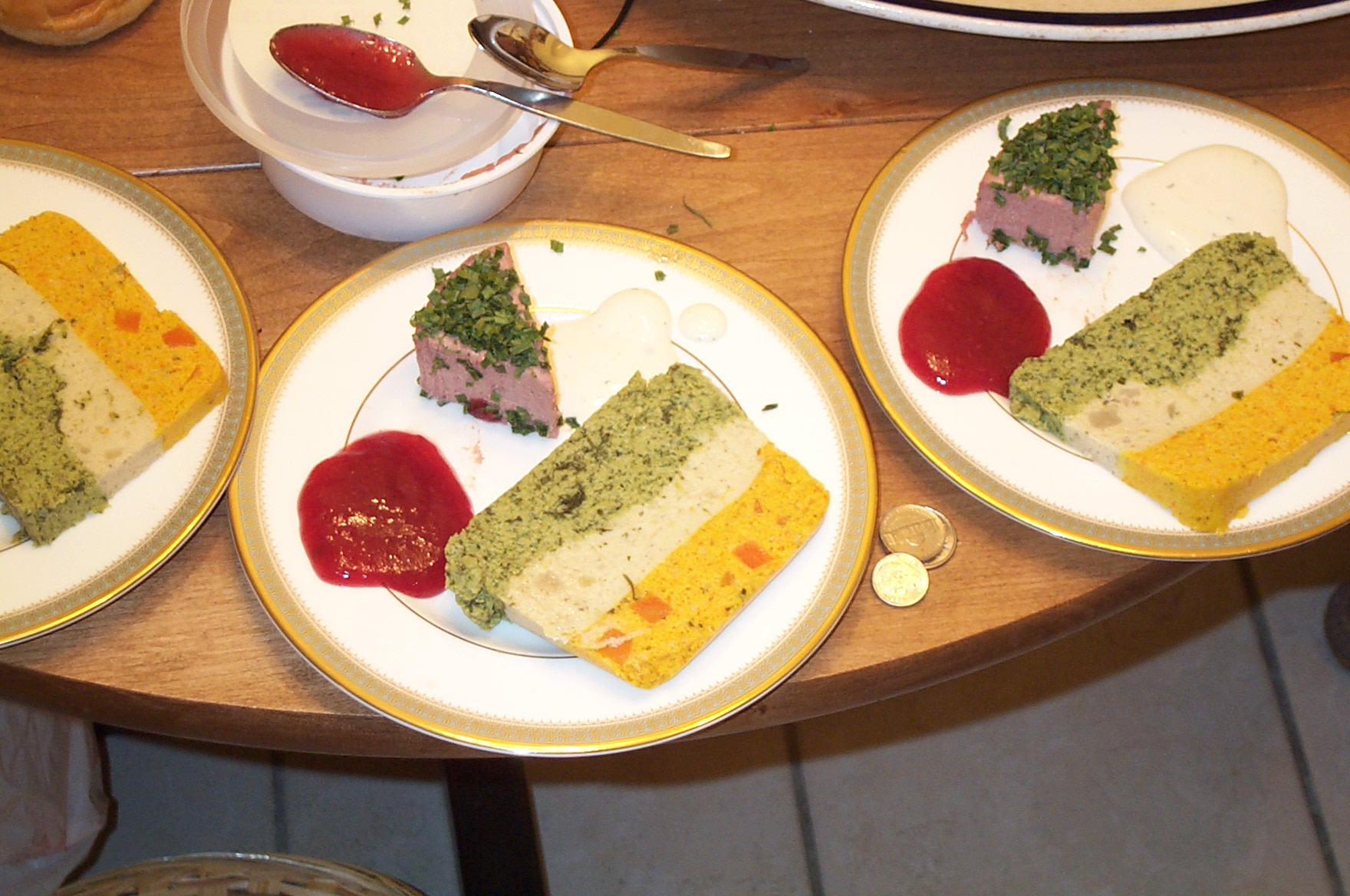
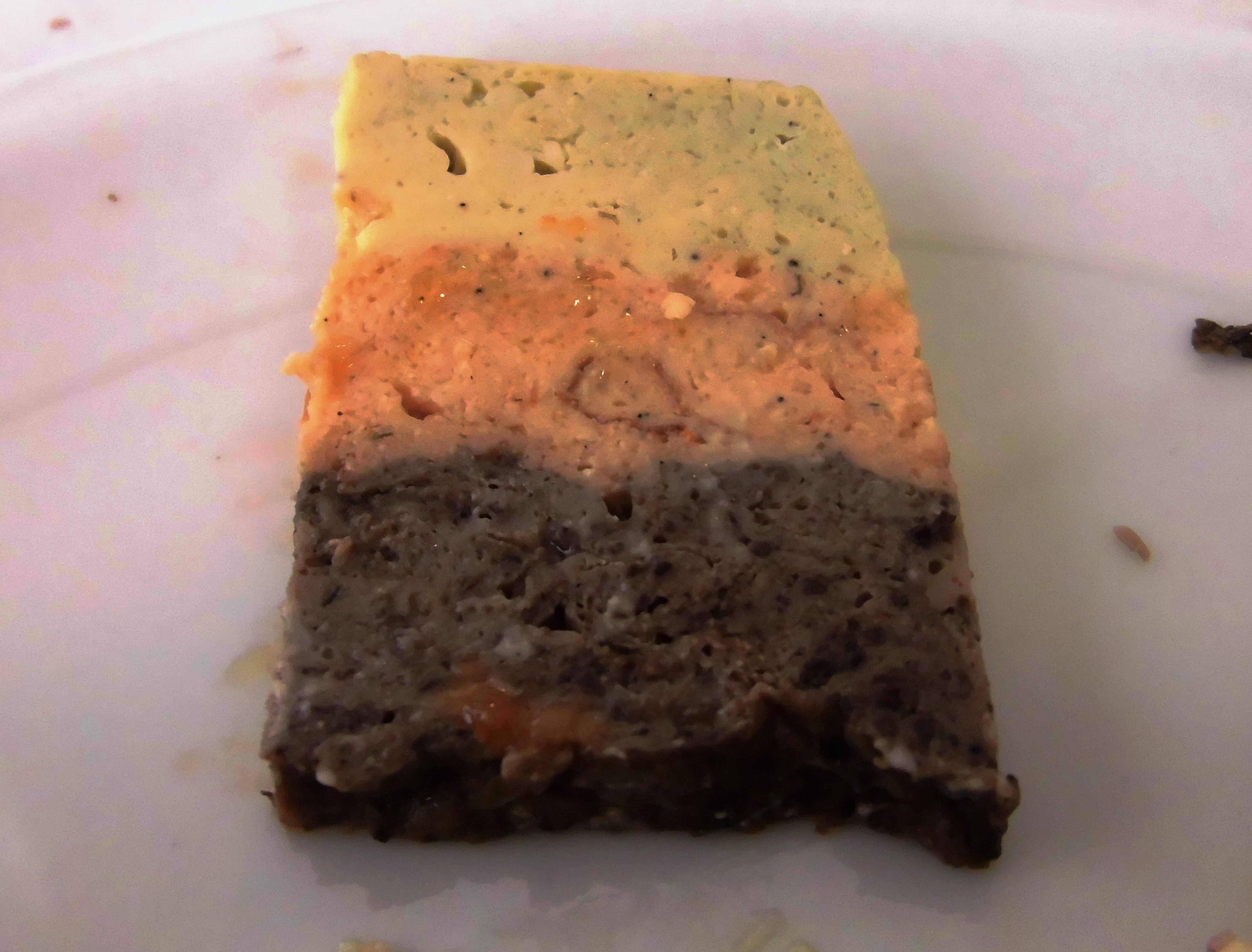
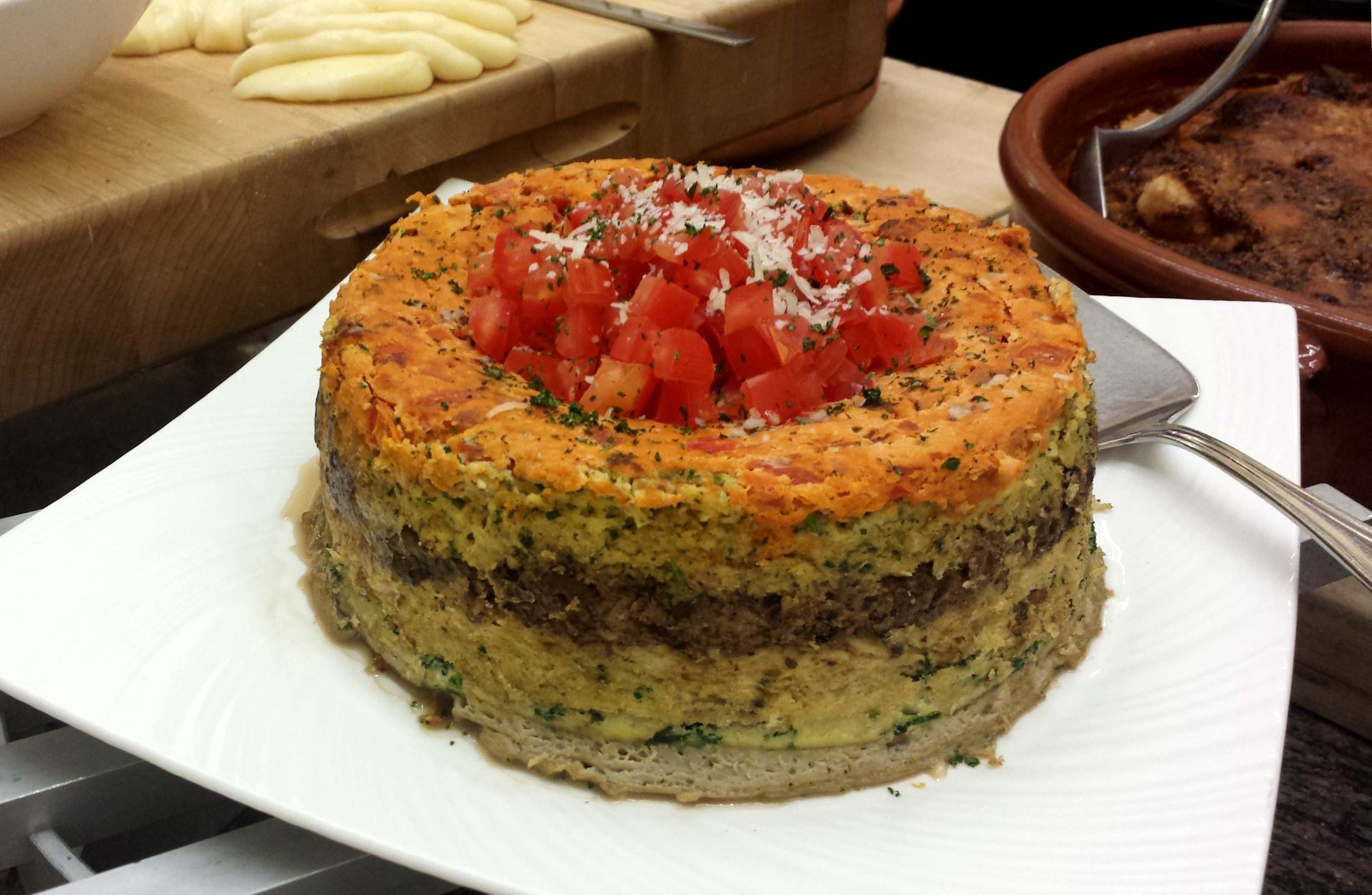